# Andrena symphyti
Andrena symphyti är en biart som beskrevs av Otto Schmiedeknecht 1883. Andrena symphyti ingår i släktet sandbin, och familjen grävbin. Inga underarter finns listade i Catalogue of Life.